# Psidium firmum
Psidium firmum är en myrtenväxtart som beskrevs av Otto Karl Berg. Psidium firmum ingår i släktet Psidium och familjen myrtenväxter. Inga underarter finns listade i Catalogue of Life.